# پاکیپودیوم لامری
نخل ماداگاسکار (نام علمی: Pachypodium lamerei) گونه ای از گیاهان گلدار از خانواده خرزهره‌ایان است. نخل ماداگاسکار ساقه گوشتی دارد که عمدتاً از طریق تنه خود فتوسنتز می‌کند و از جزیره ماداگاسکار در سواحل شرقی آفریقا می‌آید. دارای خارها و برگ‌های بزرگ عمدتاً در بالای گیاه و گل‌های درشت و معطر است. این گونه به یکی از شناخته شده‌ترین پاکیپودیوم‌ها در کشت تبدیل شده‌است که تکثیر و رشد نسبتاً آسانی دارد. در کشت، اغلب به عنوان نخل ماداگاسکار به بازار عرضه می‌شود، علیرغم اینکه اصلاً نخل نیست. گونه‌ای به نام «راموسوم» توصیف شده‌است. بیشتر با عادت رشد کوتوله متمایز می‌شود.

## توصیف
نخل ماداگاسکار دارای تنه‌ای بلند و خاکستری نقره‌ای است که با خارهای تیز ۶٫۲۵ سانتیمتری پوشیده شده‌است. برگ‌های بلند و باریک فقط در بالای تنه مانند درخت خرما رشد می‌کنند. به ندرت شاخه شاخه می‌زند. گیاهانی که در فضای باز رشد می‌کنند تا ۶ متر (۲۰ فوت) می‌رسند، اما زمانی که در داخل خانه رشد می‌کنند به آرامی به ارتفاع ۱٫۲-۱٫۸ متر (۳٫۹-۵٫۹ فوت) می‌رسند.
گیاهانی که در فضای باز رشد می‌کنند، گل‌های بزرگ، سفید و معطری در بالای گیاه ایجاد می‌کنند. آنها به ندرت در داخل خانه گل می‌دهند.

## کشت
نخل ماداگاسکار در آب‌وهوای گرم و آفتاب کامل بهترین رشد را دارد. یخبندان‌های سخت را تحمل نمی‌کند و اگر حتی در معرض یخبندان خفیف قرار بگیرد احتمالا بیشتر برگ‌هایش می‌ریزد. رشد آن به عنوان یک گیاه آپارتمانی آسان است، ولی باید بتوانید نور خورشید مورد نیاز آن را تامین کنید. برای جلوگیری از پوسیدگی ریشه، از مخلوط گلدانی با زهکشی سریع مانند مخلوط کاکتوس و گلدان در ظرفی با سوراخ‌های زهکشی استفاده کنید.
این گیاه جایزه شایستگی باغ انجمن سلطنتی باغبانی را به دست آورده است.